# Guliskhan Nakhbayeva

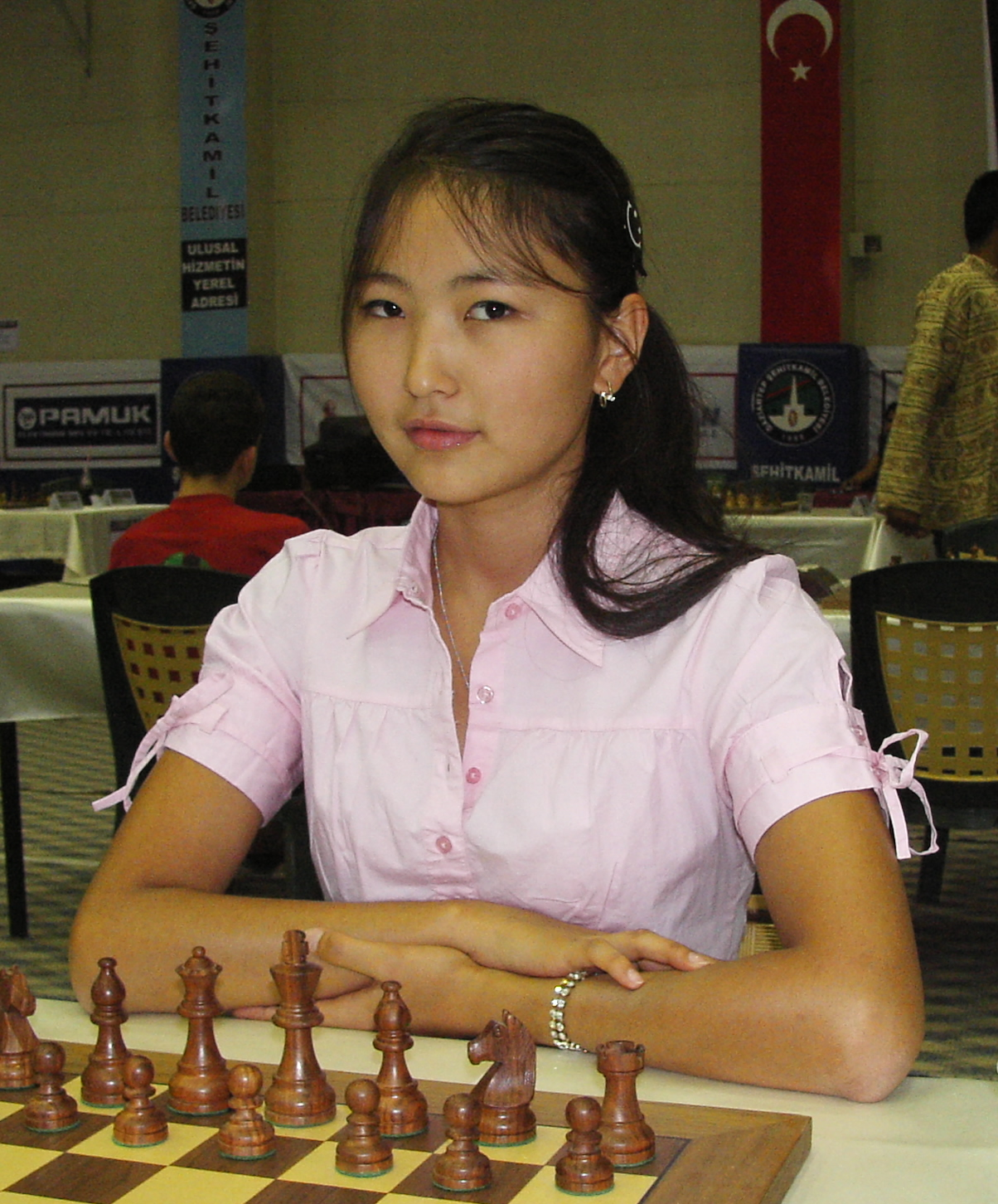
Nakhbayeva in 2008

Guliskhan Saifulinkõzõ Nakhbayeva (Kazachs: Гүлісхан Сайфулинқызы Нахбаева) (Şımkent, 20 juni 1991) is een schaakster uit Kazachstan. In 2012 werd ze grootmeester bij de vrouwen (WGM), in 2018 werd ze Internationaal Meester (IM).
In 2010 nam ze bij de Aziatische Spelen deel aan het rapidschaak-toernooi voor vrouwen. In 2013 and 2014 nam Nakhbayeva deel aan de FIDE Grand Prix voor vrouwen. In de periode 2008-2014 was ze lid van het nationale vrouwenteam van Kazachstan bij de Schaakolympiade. Het team behaalde in 2014 de zesde plaats in het vrouwentoernooi. In 2014 won Nakhbayeva het Kazachse schaakkampioenschap voor vrouwen met 7½ pt. uit 9, een vol punt boven de als tweede eindigende speelster. Hiermee was ze vier keer op rij nationaal kampioen geworden.
In 2018 werd Nakhbayeva 28e in het Wereldkampioenschap schaken voor vrouwen. In 2019 werd ze gedeeld eerste, samen met de Russische WGM Elena Tomilova in de Kazachse Cup Final voor vrouwen.

## Externe koppelingen
- (en)   Informatie over schaakpartijen van Guliskhan Nakhbayeva op ChessGames.com
- (en)   Informatie over schaakpartijen van Guliskhan Nakhbayeva op 365chess.com
- (en)  FIDE-ratinggegevens voor Guliskhan Nakhbayeva